# Asyndetus occidentalis
Asyndetus occidentalis är en tvåvingeart som beskrevs av Van Duzee 1919. Asyndetus occidentalis ingår i släktet Asyndetus och familjen styltflugor.
Artens utbredningsområde är Kalifornien. Inga underarter finns listade i Catalogue of Life.